# Districtul As-Safira
Districtul as-Safira (în arabă منطقة السفيرة, transliterat: manṭiqat as-Safīrah) este un district din Guvernoratul Alep din nordul Siriei. Centrul administrativ este orașul as-Safira. La recensământul din 2004, districtul avea o populație de 178.293 locuitori.
Principalele orașe sunt as-Safira și Asirian. Principala activitate economică este agricultura. Din cele mai vechi timpuri, as-Safira a fost o zonă fertilă în care au fost recoltate boabe și alte culturi.

## Sub-districte
Districtul as-Safira este împărțit în cinci sub-districte sau nawāḥī (populație din 2004):
| Cod      | Nume                    | Suprafață    | Populație | Reședință |
| -------- | ----------------------- | ------------ | --------- | --------- |
| SY020700 | Subdistrictul as-Safira | 846,37 km²   | 132.658   | as-Safira |
|          | Subdistrictul Tell Aran | 846,37 km²   | 132.658   | Tell Aran |
| SY020701 | Subdistrictul Khanasir  | 1.603,98 km² | 17.618    | Khanasir  |
| SY020702 | Subdistrictul Banan     | 140,06 km²   | 17.193    | Banan     |
| SY020703 | Subdistrictul al-Hajib  | 260,16 km²   | 10.408    | al-Hajib  |

- În 2009, zona de nord-vest din jurul orașului majoritar kurd Tell Aran  a fost separată de subdistrictul al-Safira pentru a înființa subdistrictul Tell Aran.[2]